# Église Saint-Sulpice de Chémery-sur-Bar
Pour les articles homonymes, voir Église Saint-Sulpice.
L'église Saint-Sulpice est une église en partie romane située à Chémery-sur-Bar, en France.

## Description
L'église est construite sur une base assez typique de l'architecture romane dans les Ardennes, avec son plan basilical et la charpente de la nef. Mais les aménagements successifs lui donnent un caractère plus disparate. 
Le premier élément qui retient l'attention est la tour-porche carrée, construite devant la nef, avec comme ouverture un petit portail, de style roman, au sud,. 
La nef, plafonnée, également de style roman, est construite auteur de deux grands murs, avec des piles carrées, et de grandes arcades de plein cintre. Elle est flanquée de bas-côtés, voutés sur croisées d'ogives. L'édifice se prolonge par un large transept, occupant deux travées, de style gothique, s'ouvrant sur un chœur de plan carré. Le transept et le chœur sont surélevés par rapport à la nef.
À l'intérieur de l'église, il faut noter également une statue de la Vierge à l'enfant du XVe siècle, des fonts baptismaux de style roman, en pierre de Meuse, ornés de deux têtes saillantes, et plusieurs dalles funéraires, du XVIIe siècle principalement.

## Localisation
L'église est située sur la commune de Chémery-sur-Bar, dans le département français des Ardennes. Elle est située sur le chemin de l'église, un peu en hauteur du village, avec le cimetière attenant.

## Historique
La nef est du XIIe siècle. Le transept et le chœur ont été reconstruits au XVIe siècle.
Au XIIIe siècle, la paroisse devient la propriété des sires de Coucy. Jacques Ier de Coucy sert François Ier. Il est décapité en 1549, accusé d'avoir livré Boulogne aux Anglais, puis réhabilité, mais trop tard, par un décret d'Henri II. Son fils Jacques II de Coucy et ses filles, Guillemette et Louise, font d'un château existant alors à Chémery (et détruit en 1650) un lieu de séjour. Une partie de ces Coucy git dans l'église (laissant souvent leur corps à Vervins ou Solre-le-Château, et leur cœur à Chémery). Lorsqu'on passe dans l'église de la nef au transept, on peut remarquer au bas des marches du transept la pierre tombale du capitaine du château du lieu sous Jacques II de Coucy puis sous Guillemette de Coucy, mort en 1619, qui continue à monter la garde devant la sépulture des Coucy. Plusieurs dalles funéraires dont celle de Guillemette sont couvertes par les stalles. Mais face au chœur, on peut observer la présence de six pierres tombales dont celle de Louise de Coucy, sœur de Guillemette, morte en 1591.
Lors de la Révolution de 1789, l'église de Chémery-sur-Bar bénéficie d'une partie du mobilier religieux de la Chartreuse du Mont-Dieu, à la suite de l'expulsion des moines de ce monastère et de sa vente comme bien national : stalles de bois, boiseries, maître-autel.
L'édifice est classé au titre des monuments historiques en 1920.